# Ectophasia sinensis
Ectophasia sinensis là một loài ruồi trong họ Tachinidae.